# 3e régiment de chasseurs à pied
Pour les articles homonymes, voir 3e régiment.
Le 3e régiment de chasseurs à pied (néerlandais : 3de regiment jagers te voet) était une unité d'infanterie de la force terrestre des forces armées belges.

## Historique
Il fut officiellement créé en 1831 sur arrêté du régent par le regroupement de plusieurs corps-francs de révolutionnaires belges (dont le 2e bataillon de Tirailleurs de l'Escaut et du bataillon de Tirailleurs de la Meuse).
Au moment de la mobilisation de 1914 au début de la Première Guerre mondiale, le régiment est caserné à Tournai. 
En août 1914, le 3e régiment de chasseurs est dédoublé pour constituer un régiment de forteresse ainsi que le 6e régiment de chasseurs à pied avec lequel il constitue la 17e brigade mixte. Il obtient 4 citations durant la grande guerre et la fourragère aux couleurs de l'Ordre de Léopold. 
Le régiment reprend ses quartiers à Tournai en 1920 jusqu'en 1939, attaché à la 5e division d'infanterie du 1er corps d'armée.
Lors de la mobilisation de septembre 1939, il est de nouveau dédoublé pour former les 6e, 9e et 12e régiments de chasseurs à pied. Il effectue la campagne de mai 1940 intégré à la 10e division d'infanterie.
La Belgique capitule le 28 mai, le régiment est de facto dissous.
Le 8 mars 1946, le 3e bataillon de la 5e brigade d'infanterie est créé et hérite du nom et des traditions du régiment. Le bataillon est rapidement dissous comme unité d'active le 10 juin 1947. Il continue d'exister comme bataillon de réserve et est attaché à la 8e brigade d'infanterie.
Le 5 janvier 1954, le régiment est reformé à Verviers et est intégré à la 12e brigade d'infanterie. Il est supprimé de nouveau le 1er juillet 1954 sauf son 1er bataillon qui passe à la réserve et effectue des rappels en 1957, 1959 et 1960.
Le 1er juillet 1960, le bataillon devient, comme unité de réserve, officiellement le 3e bataillon de chasseurs à pied et est attaché à la 12e brigade d'infanterie. Après deux rappels, il est dissous le 2 avril 1968 et reformé le 1er octobre de la même année au sein de la 12e brigade d'infanterie motorisée.
Il est définitivement supprimé en 1994. 
Le 14 juin 2007, ses traditions et son drapeau sont transférés au camp de Marche qui devient le 3e régiment de chasseurs à pied - Camp de Marche jusqu'au 1er janvier 2011 ou le camp est renommé en Camp de Marche mais conserve le drapeau et les traditions.

## Étendard
Un premier étendard fut remis par le roi Léopold II le 20 août 1872 à Laeken en même temps que celui du 1er régiment de chasseurs. Auparavant, le drapeau régimentaire était constitué de l'emblème des corps francs. 
Le 28 mai 1940, il est brûlé à Handzame pour éviter d'être pris par l'ennemi.
Une réplique de l'étendard est confectionnée et remise le 4 mai 1946 au nouvellement créé 3e bataillon de chasseurs à pied.
Le 10 juin 1947, à la suite de la dissolution du bataillon, il est déposé au Musée Royal de l'Armée. Il ne ressort que durant les périodes de rappel.
Le 14 juin 2007, le camp de Marche reçoit le drapeau du 3e chasseurs.
Il porte les inscriptions suivantes :
- Yser
- Moorslede
- Anvers
- Beerst-Bloote

Il porte également la fourragère aux couleurs de l'Ordre de Léopold.

## Marche
Elle est écrite vers 1900 par Valéry Bury, inspecteur de la musique militaire de 1927 à 1932.
Elle s'inspire largement de l'opéra Der Freischütz et notamment le Chœur des chasseurs. Au sein de l'armée belge, seules les marches du 1er régiment de chasseurs à pied et du 2e régiment de grenadiers empruntent également des thèmes à l'opéra.